# USS Kansas (BB-21)
USS Kansas (BB-21) byl predreadnought námořnictva Spojených států amerických, který vstoupil do služby v roce 1907. Byla to čtvrtá jednotka třídy Connecticut.

## Stavba
Stavba lodi započala 10. února 1904 v loděnici New York Shipbuilding Corporation ve státě New Jersey. Roku 1905 byl Kansas spuštěn na vodu a dne 18. dubna 1907 byla loď uvedena do služby. Jejím prvním velitelem se stal Charles Edward Vreeland.

## Výzbroj
Primární výzbroj tvořily 2 dělové věže s děly Mk 5 ráže 305 mm a s dostřelem až do 27,5 km. Sekundární výzbroj tvořila 4 dvojitá děla ráže 203 mm. Dále zde bylo nainstalováno 12 děl Mk 2 ráže 178 mm, 20 kanónů ráže 76 mm, 12 kanónů QF 3-pounder ráže 47 mm, 4 auto-kanóny QF 1-pounder ráže 37 mm a 4 torpédomety s torpédy o průměru 533 mm.